# Rhamnus rosthornii
Rhamnus rosthornii là một loài thực vật có hoa trong họ Táo. Loài này được E. Pritz. miêu tả khoa học đầu tiên năm 1900.